# Arthur Kochmann
Arthur Kochmann (24. Dezember 1864 in Gleiwitz, Oberschlesien – um 1944 im KZ Auschwitz) war ein deutscher Jurist, Politiker (DDP) und jüdischer Verbandsfunktionär. 

## Leben
Seine Eltern waren Jonas Kochmann (1819–1892) und Ernestine, geb. Schueller (1825–1867). 
Ab 1892 wirkte Arthur Kochmann als Rechtsanwalt und Notar am Landgericht Gleiwitz. 1899 wurde er Stadtrat in Gleiwitz und 1915 Vorsitzender der Synagogengemeinde Gleiwitz. 1919–1924 war er Abgeordneter der Deutschen Demokratischen Partei (DDP) im Preußischen Landtag. Während des Referendums (1922) in Oberschlesien, als die Nachbargemeinden sich Polen zuwandten, plädierte er für die Zugehörigkeit zu Deutschland. 1933 wurde er zum Vertrauensmann für Oberschlesien bei der Reichsvertretung der deutschen Juden gewählt. Seit dem Regierungsantritt der Nationalsozialisten setzte er sich zusammen mit dem Beuthener Anwalt und Sekretär des Aktionsausschusses der Juden, Georg Weissmann (1885–1963) für die Durchsetzung der jüdischen Minderheitsrechte ein (siehe Bernheim-Petition). 
Dass er bei Deportationen ab 1941 unbehelligt blieb, mag darin begründet sein, dass sein Schwiegersohn – Major Giuseppe Renzetti – ein italienischer Verbindungsmann zwischen Mussolini und Hitler in Berlin war. Nachdem dieser von Berlin nach Stockholm wechselte, wurde Kochmann am 28. Dezember 1943 als letzter Jude Oberschlesiens nach Auschwitz verbracht. Dort starb er wohl Anfang 1944.